# Ilona Slupianek

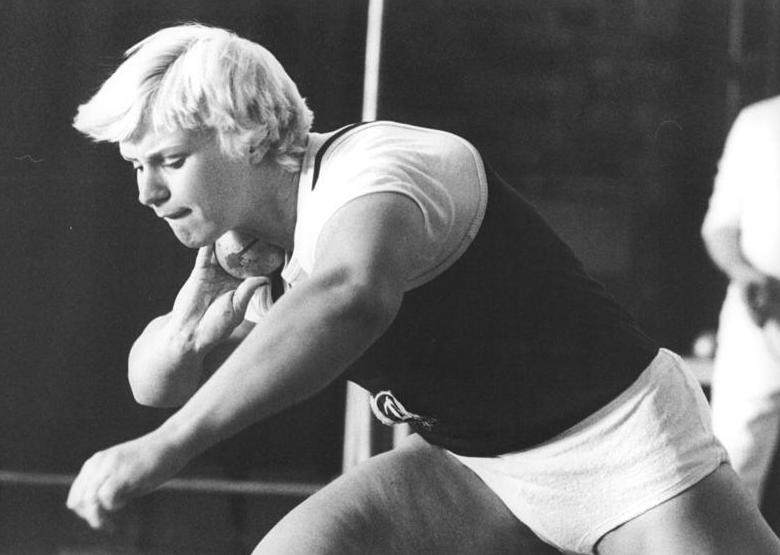
Ilona Slupianek, 1980

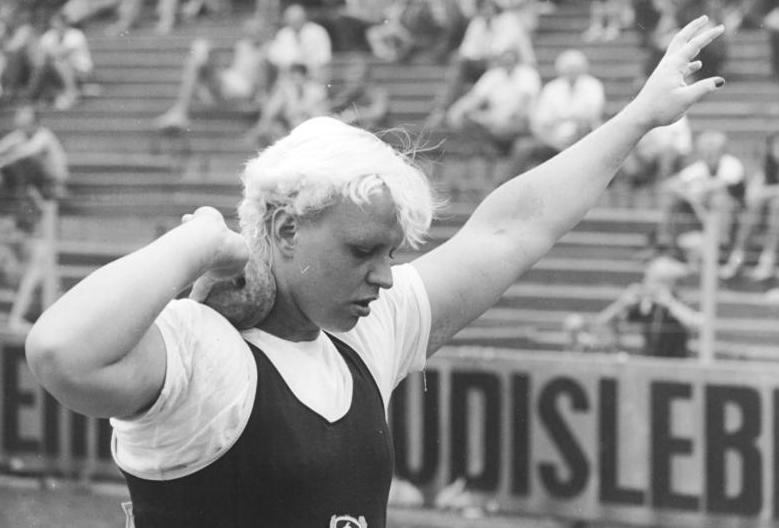
Ilona Slupianek, 1981

Ilona Slupianek, geborene Schoknecht, verheiratete Briesenick, seit 2008 verheiratete Longo (* 24. September 1956 in Demmin), ist eine ehemalige deutsche Kugelstoßerin, die für die DDR 1980 Olympiasiegerin wurde.

## Leben
Die Junioren-Europameisterin von 1973 wurde bei den Olympischen Spielen 1976 in Montreal Fünfte. Nach dem Sieg beim Europapokal im August 1977 in Helsinki wurde sie bei der Wettkampfkontrolle positiv auf Nandrolon getestet und wegen Dopings von der European Athletic Association (EAA) für ein Jahr gesperrt. 1991 konnten die Dopinggegner Brigitte Berendonk und Werner Franke mehrere Dissertationen und Habilitationsschriften ehemaliger DDR-Dopingforscher in der Militärmedizinischen Akademie Bad Saarow sicherstellen. Anhand der Arbeiten ließ sich die Dopingpraxis vieler bekannter DDR-Leistungssportler, darunter auch Ilona Slupianek, nachweisen. Den Angaben zufolge bekam Ilona Slupianek von 1981 bis 1984 hohe Dosen Oral-Turinabol. Der Dopingfall Slupianek hatte zur Folge, dass ab 1977 die DDR-Sportler vor der Fahrt zu internationalen Wettkämpfen sich einer internen „Ausreisekontrolle“ unterziehen mussten, um das allgemein praktizierte Doping zu tarnen.
Schon 1978 konnte Slupianek ins Wettkampfgeschehen zurückkehren und bei den Europameisterschaften in Prag siegen. 1980 stellte sie zwei Weltrekorde auf und triumphierte bei den Olympischen Spielen in Moskau, und 1982 verteidigte sie ihren Titel bei den Europameisterschaften in Athen. Im Jahr darauf gewann sie Bronze bei den Weltmeisterschaften in Helsinki.
1984, als die Olympischen Spiele in Los Angeles für die DDR-Sportler wegen des Olympiaboykotts ausfielen, gewann sie bei den ersatzweise abgehaltenen Wettkämpfen der Freundschaft. Danach heiratete sie den Kugelstoß-Europameister Hartmut Briesenick und wurde Mutter einer Tochter. 1987 gewann sie die Silbermedaille bei den Hallenweltmeisterschaften in Indianapolis, verpasste aber die Qualifikation für die Olympischen Spiele 1988 in Seoul.
Ilona Slupianek ist 1,80 m groß und wog in ihrer aktiven Zeit 93 kg. Sie startete für den SC Dynamo Berlin und den OSC Berlin und trainierte bei Willi Kühl. Von 1976 bis 1986 war sie Abgeordnete der Volkskammer für die FDJ.

## Persönliche Bestleistungen
- Kugelstoßen: 22,45 m, 11. Mai 1980, Potsdam (deutscher Rekord, ehemaliger Weltrekord)
  - Halle: 21,59 m, 24. Januar 1979, Ost-Berlin (deutscher Rekord)

## Auszeichnungen (Auswahl)
- 1978: Vaterländischer Verdienstorden in Bronze
- 1980: Vaterländischer Verdienstorden in Silber
- 1984: Vaterländischer Verdienstorden in Gold